# Kibler (Arkansas)
Pour les articles homonymes, voir Kibler.
Kibler est une municipalité du comté de Crawford, dans l’État de l’Arkansas aux États-Unis.

## Démographie
| 1970 | 1980 | 1990 | 2000 | 2010 | - |
| ---- | ---- | ---- | ---- | ---- | - |
| 611  | 798  | 931  | 969  | 961  | - |